# Piłka (jezioro)
Jezioro Piłka – jezioro w Polsce, położone w województwie wielkopolskim, w powiecie gnieźnieńskim, w Gminie Witkowo, na Równinie Wrzesińskiej. 

## Charakterystyka
Przez jezioro przepływa rzeka Mała Noteć, dopływ Noteci. Przy północnym brzegu jeziora znajduje się nieczynny młyn wodny. Przy wschodnim – leśniczówka Piłka.

## Dane morfometryczne
Zwierciadło wody położone jest na wysokości 101,5 metrów. Powierzchnia zwierciadła wody wynosi 4 ha.